# Caroline Reuss de Greiz
Titre
Grande-duchesse de Saxe-Weimar-Eisenach
30 avril 1903 – 17 janvier 1905
(1 an, 8 mois et 18 jours)
La princesse Caroline Reuss de Greiz (Caroline Elisabeth Ida ; 13 juillet 1884 – 17 janvier 1905) est une princesse allemande, la première femme de Guillaume-Ernest de Saxe-Weimar-Eisenach.

## Famille
Elle est une fille de Henri XXII Reuss, prince de Greiz et de son épouse la princesse Ida de Schaumbourg-Lippe fille d'Adolphe Ier de Schaumbourg-Lippe. Sa mère est morte en 1891, et son père est mort en 1902. Elle a un seul frère survivant, Henri XXIV Reuss-Greiz, qui est incapable de gouverner à cause des maladies physiques et mentales qui résultent d'un accident d'enfance. Le pouvoir passe à son cousin, une fois que leur père meurt. Sa sœur cadette, Hermine Reuss zu Greiz est la seconde épouse de l'empereur Guillaume II.

## Mariage
Les fiançailles de la princesse Caroline et Guillaume-Ernest de Saxe-Weimar-Eisenach, grand-duc de Saxe-Weimar-Eisenach depuis 1901, sont annoncées le 10 décembre 1902. Au château de Buckebourg (la maison de son oncle), ils se marient le 30 avril 1903. Caroline aurait été très opposée au mariage. C'est l'empereur Guillaume II et  l'impératrice Augusta Victoria qui l'auraient convaincue. Elle porte une robe de satin blanc, garnie de dentelle; ses cousins Georges de Schaumbourg-Lippe et le prince Henry XIV de Reuss, ainsi que Guillaume-Ernest et la grande-duchesse Pauline assistent à la cérémonie de mariage.

## Vie à la cour de Weimar

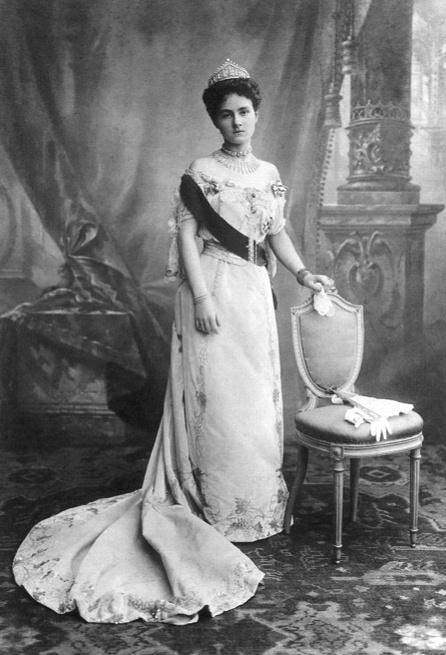
Caroline Reuss de Greiz dans une robe officielle de cour.

Le mariage est malheureux, Caroline trouvant intolérable la rigidité de l'étiquette de la cour de Weimar, qui est généralement considérée comme l'un des plus étouffantes en Allemagne.
Une source raconte : « Elle piège la royauté dans une espèce de captivité, et tandis que le grand-duc se prête à celle-ci et est trop conservateur pour admettre aucun changement, elle écrase avec ses trammels le plus fougueux des membres de la famille. »
Son mari est décrit comme suit : « L'un des plus riches souverains d'Europe ; flegmatique, bien éduqué, imprégné d'une grande fierté de sa race, et un sens strict de ce qui est dû à l'oint de l'Éternel. Il est également l'un des pays les plus durement respectés et appropriés... le grand-duc est très terne, et sa cour et l'environnement reflètent son caractère. »

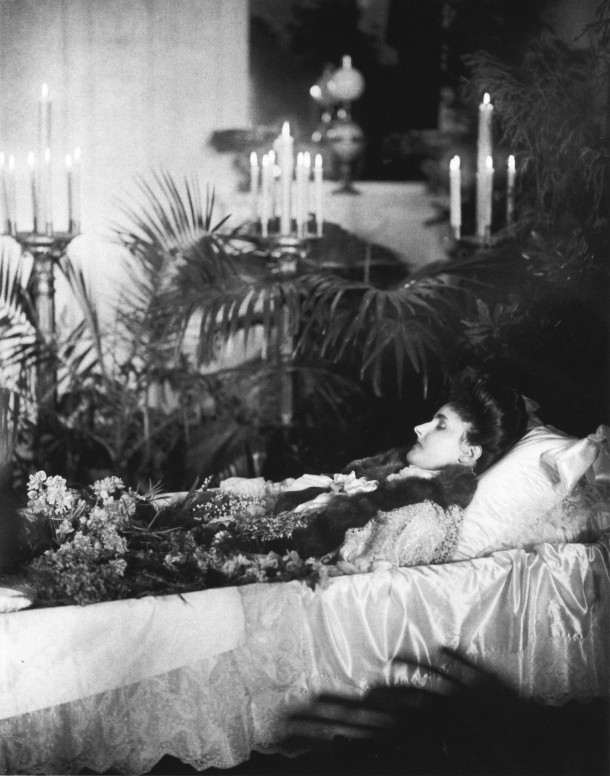
La grande-duchesse Caroline sur son lit de mort en 1905.

Caroline cause un scandale en se réfugiant en Suisse; son mari la suit peu de temps après, et il comprend qu'elle n'a pas fui le mariage, mais au contraire a simplement cherché à s'éloigner de son entourage, à Weimar. Elle finit par revenir, mais elle tombe bientôt dans la mélancolie. Elle meurt dix-huit mois après leur mariage, le 17 janvier 1905, dans des circonstances mystérieuses. La cause officielle du décès est une pneumonie à la suite de la grippe ; toutefois, d'autres sources ont suggéré le suicide. Le couple n'a pas d'enfants. Elle est le dernier membre de la maison de Saxe-Weimar à être enterrée dans la crypte de la famille royale, Weimarer Fürstengruft. Guillaume-Ernest se remarie plus tard à la princesse Théodora de Saxe-Meiningen.